# Madonna col Bambino tra i santi Giovanni Battista e Francesco
La Madonna col Bambino tra i santi Giovanni Battista e Francesco è un dipinto olio su tavola di Cima da Conegliano conservato nel Musée du Petit Palais di Avignone.